# August Nyholm
Erik August Nyholm, född 2 juli 1894 i Nora socken, Ångermanland, död 9 mars 1985 i Örnsköldsvik, var en svensk sågverksmekaniker och uppfinnare.
August Nyholm var son till snickaren Erik Petter Nyholm. Han blev 1910 smedslärling vid sågverkssmedjan i Nyadal och 1913 verkstadsarbetare vid Järveds mekaniska verkstad i Örnsköldsvik. Hans stora intresse var mekanik och uppfinningar, under tiden vid Järveds passade Nyholm på att förbättra sina skolkunskaper med olika kvällskurser. 1918 grundade han tillsammans med en arbetskamrat Lundblad & Nyholms mekaniska verkstad. Man tillverkade det mesta som beställdes av kunderna, från broräcken till enklare maskiner. En huvudprodukt blev dock isolatorkrokar för elledningar. Nyholm började efter en kort tid utveckla en förbättrad variant av cirkelsågverk, den första modellen var färdig 1921. Dessa sågverk gav en möjlighet för skogsägare att uppföra egna sågverk med ganska små investeringar. 1937 introducerade Nyholm ARI-metoden (uppkallad efter Carina Ari). Det var ett system för cirkelsågverk med tre olika sågar monterade i serie. Första cirkelsågen kapade stocken på tre sidor. Nästa såg, klyvsågen delade blocket till plankor. Den tredje sågen, kantverket, kapade bräder ur spillbitarna från de tidigare sågarna. Nyholms metod minimerade spillet från sågningen. Nyholm experimenterade även med maskiner för att omhänderta skogsavfall. Han var tidigt ute med att tillverka portabla flishuggningsmaskiner. 1938 ombildades Lundblad & Nyholms firma till aktiebolag med Nyholm som VD, en post han innehade fram till 1961.
Nyholm var även engagerad i samhällsfrågor. Ha var 1927-1930 ledamot av stadsfullmäktige i Örnsköldsvik och 1934-1961 ordförande i stadens hantverksförening. Nyholm var även ledamot av styrelsen för Statens hantverksinstitut, Småindustriens exportbyrå, Västernorrlands och Jämtlands läns handelskammare, Sveriges hantverks- och småindustriorganisation där han var andre vice ordförande, Sveriges allmänna exportråd och av kommittén för Folk och Försvar. Nyholm fortsatte som uppfinnare även efter sin pensionering.